# Bibliothek der Präfektur Ishikawa
Die Bibliothek der Präfektur Ishikawa (japanisch 石川県立図書館 Ishikawakenritsu-toshokan) befindet sich in Kanazawa in der Präfektur Ishikawa, Japan. Sie ist eine der modernsten Bibliotheken in Japan. Der Bibliotheksbestand umfasst eine umfangreiche Sammlung von etwa 1,5 Millionen Materialien, darunter eine Million Bücher. Die Bibliothek verfügt über eines der größten Budgets für Materialsammlungen. Das neue Bibliotheksgebäude wurde im Juli 2022 eröffnet.

## Architektur

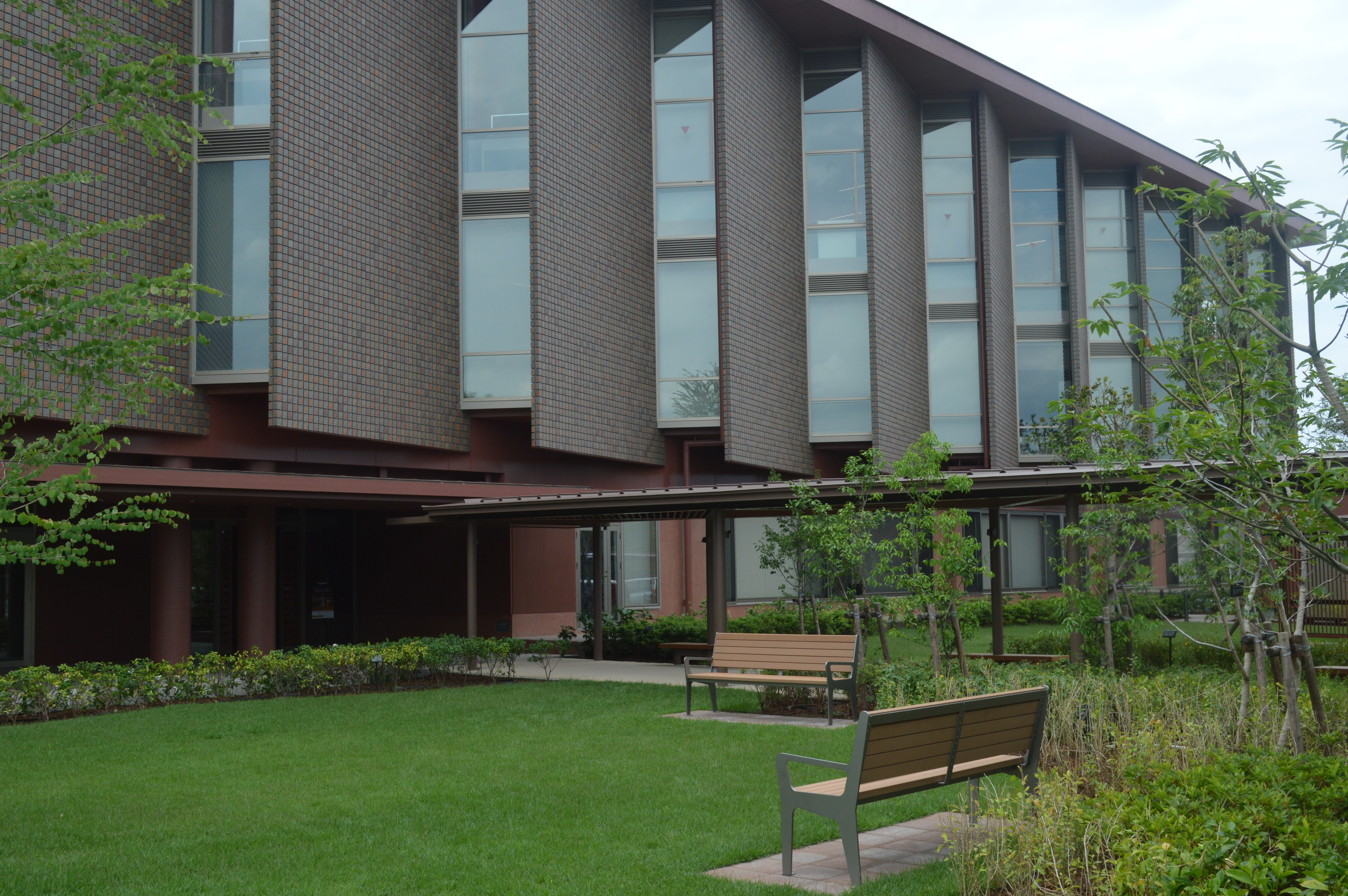
Außenansicht

Das Gebäude wurde vom Architekten Mitsuru Senda entworfen und im Juli 2022 eröffnet. Es zeichnet sich durch ein riesiges Atrium, mit Bücherregalen aus, die im Stile eines Amphitheaters auf mehreren Stufen angeordnet sind. Die Bücher stehen im Zentrum. Sitzplätze und Tische sind hinter den Bücherwänden verborgen. Äußerlich sollen geschwungene Fassadenelemente am quadratischen Bau einen visuellen Bezug zum Buch herstellen.

## Kultur- und Bildungszentrum
Die Bibliothek dient als Kultur- und Bildungszentrum in Zusammenarbeit mit Institutionen wie Kunstgalerien, Museen, Musikhallen, einem Nō-Theater, Grund- und Oberschulen sowie Universitäten. So zeigt die Bibliothek seit Juli 2022 in einer gemeinsamen Ausstellung mit dem Nationalmuseum der Naturwissenschaften in Tokio unter anderem Dinosaurierskelette. Die Bibliothek organisiert auch Veranstaltungen zu lokaler Esskultur und Produkten. Als interaktive Bibliothek sollen die vielfältigen Veranstaltungen jährlich 1 Million Besucher erreichen.